# Youssou Ndoye
Youssou Ndoye (Dakar, 15 luglio 1991) è un cestista senegalese.

## Carriera
Con il Senegal ha disputato i Campionati mondiali del 2019.